# Список плазунів Чехії
У цьому списку наведено види плазунів, які трапляються на території Чехії.
Загалом підтверджено проживання 13 видів (5 видів змій, 6 — ящірок та 2 — черепах), 10 родів, 6 родин (родина Natricidae деякими дослідниками не відокремлюється, а є складовою роду Colubridae, тоді родин буде 5) та 2 ряди плазунів. 12 видів є автохтонними, 1 вид — Trachemys scripta — є інтродукованим та інвазійним. Його поява в Чехії, як і в інших країнах Європи, пов'язана з колишніми гігантськими обсягами торгівлі цією черепахою, яка, часто, випускалася господарями в дику природу та змогла в ній адаптуватися. Популяції в Чехії здатні до самовідтворення та складають конкуренцію автохтонному виду черепах — Emys orbicularis. 
Ще один вид ящірок — Anguis colchica — раніше вважався підвидом Anguis fragilis. Генетичні та морфологічні досліди чеських вчених посприяли наданню цій веретільниці статусу виду. 
Оскільки торгівля T. scripta на даний час заборонена, в домашні тераріуми закуповують інші види черепах. Надходить велика кількість даних про знахідки плазунів з родів Graptemys, Chrysemys, Pseudemys та Mauremys, але поки що мова йде про особин, розмноження яких на території країни не підтверджене. З іншого боку, задокументовано, як деякі черепахи (Pseudemys concinna) здатні переживати зиму, що збільшує ймовірність їхньої інтродукції в майбутньому. Втім, поки що цих черепах не відносять до фауни Чехії. 
Також наявні поодинокі описи в природі Hemydactylus turcicus. Радше за все мова йде про навмисно випущених в дику природу особин. Їхня здатність пережити зиму залишається малоймовірною. 
Поширення різних плазунів не однакове. Так, Lacerta agilis чи Natrix natrix трапляються у кожному куточку країни. З іншого боку, Podarcis muralis існує у маленьких популяцій у трьох невеликих ареалах на південному сході країни.
Плазуни в Чехії належать до групи тварин, чиї території проживання суттєво скорочуються. Вони зазнають як прямого негативного антропогенного впливу (наприклад, через скорочення територій біотопів задля сільського господарства), так і непрямого, наприклад, конкуренції збоку завезених інвазивних видів тварин чи змін необхідної флори через розповсюдження інвазивних видів рослин. Варто зазначити, що загроза для різних плазунів неоднакова: популяції Zootoca vivipara чи Natrix natrix залишаються стабільними, популяція Lacerta viridis знижується, а розкидані популяції Zamenis longissimus, хоч і залишаються маленькими, проте кількість особин у них зростає.

## Список

### Легенда
Такі теги використані для позначення охоронного статусу кожного виду за оцінками Європейського Червоного списку та МСОП:
| NT | Near Threatened | Близький до загрозливого стану |
| LC | Least Concern   | В найменшій загрозі            |

Для більшості плазунів наведений їхній статус у ЄЧС (виділений жирним шрифтом – LC). Якщо європейський статус відсутній, то наведено глобальний (звичайним шрифтом – LC). Якщо і такий статус відсутній, то в клітинці стоїть прочерк («-»). Під українською вернакулярною назвою рептилій наведена локальна вернакулярна назва (у випадку Чехії— чеською), якщо така існує.

### Плазуни
| Українська назва/Локальна назва                       | Біноміальна назва                              | Родина     | Ряд        | Статус ЄЧС/МСОП | Ареал проживання | Зображення | Виноски              |
| ----------------------------------------------------- | ---------------------------------------------- | ---------- | ---------- | --------------- | --- | ---------- | -------------------- |
| Веретільниця ламка (чеськ. Slepýš křehký)             | Anguis fragilis Linnaues, 1758                 | Anguidae   | Squamata   | LC              | Ящірка поширена на всій території країни та формує ділянку гібридизації з A. colchica. Трапляється посеред лісових галявин та на узліссі, серед чагарників та на гірських луках. Переважно веде потайний спосіб життя, найбільшу активність проявляє з настанням сутінків.                                                                                             |            | [ 5 ] [ 7 ] [ 8 ]    |
| Веретільниця східна (чеськ. Slepýš východní)          | Anguis colchica (Nordmann, 1840)               | Anguidae   | Squamata   | LC              | Мешкає на сході та південному сході Чехії (Моравія), оселища ідентичні до таких, як в A. fragilis. |            | [ 5 ] [ 9 ] [ 10 ]   |
| Мідянка звичайна (чеськ. Užovka hladká)               | Coronella austriaca Laurenti, 1768             | Colubridae | Squamata   | LC              | Мешкає у всіх частинах країни, але популяції невеликі. Полюбляє пологі кам'янисті місцини з достатньою кількістю тепла, наприклад, закинуті кар'єри, насипи уздовж колій, схили скель, кам'яні руїни. |            | [ 11 ] [ 12 ] [ 13 ] |
| Полоз ескулапів (чеськ. Užovka stromová)              | Zamenis longissimus (Laurenti, 1768)           | Colubridae | Squamata   | LC              | Наявні три популяції змії: в долині ріки Огрже (західна Чехія), в долині річки Диє (південь країни) та в Карпатах. Найбільш високогірний плазун Чехії. Полюбляє теплі місцини на узліссі, скелясті схили, чагарники, кам'яні руїни. |            | [ 14 ] [ 15 ] [ 16 ] |
| Ящірка прудка (чеськ. Ještěrka obecná)                | Lacerta agilis (Linnaues, 1758)                | Lacertidae | Squamata   | LC              | Широко поширена на всій території країни, хоча спостерігається тенденція до ізоляції певних популяцій через негативний людський вплив. Ящірка доволі евритопна, але насамперед полюбляє теплі місцини. |            | [ 5 ] [ 17 ] [ 18 ]  |
| Ящірка зелена (чеськ. Ještěrka zelená)                | Lacerta viridis (Laurenti, 1768)               | Lacertidae | Squamata   | LC              | Трапляється у двох областях: у низинній частині середньої та північно-західної частин країни (у тому числі поблизу Праги) та у південно-східній частині Чехії. Полюбляє теплі чагарникові місцини, схили берегів поблизу річок (на півдні Чехії популяції насамперед локалізовані поблизу Влтави та інших річок), рідколісся.                                          |            | [ 6 ] [ 19 ] [ 20 ]  |
| Ящірка мурова (чеськ. Ještěrka zední)                 | Podarcis muralis (Laurenti, 1768)              | Lacertidae | Squamata   | LC              | Підтверджені популяції трапляються поблизу Штрамберку, Григова (селище неподалік Оломоуця) та в районі вапнякового пагорба Гади поблизу Брна. Полюбляє скелі, кам'яні стіни та споруди, інші кам'янисті місцини та посушливі чагарники. |            | [ 6 ] [ 21 ] [ 22 ]  |
| Ящірка живородна (чеськ. Ještěrka živorodá)           | Zootoca vivipara (Lichstein, 1823)             | Lacertidae | Squamata   | LC              | Поширена повсюдно по всій країні (дещо рідше на південному сході). Здебільшого трапляється в гірській місцевості, полюбляє вологу, втім є доволі евритопним видом. На ящірку можна натрапити як у лісі чи на узліссі, так і на лісових галявинах, де вона гріється, серед чагарників, посеред сільськогосподарських угідь та поблизу струмків.                         |            | [ 5 ] [ 23 ] [ 24 ]  |
| Вуж звичайний (чеськ. Užovka obojková)                | Natrix natrix (Linnaues, 1758)                 | Natricidae | Squamata   | LC              | Один з найпоширеніших чеських плазунів, який трапляється в країні повсюдно. Життєдіяльність насамперед пов'язана з різноманітними водоймами, втім може траплятися в інших місцинах, навіть посушливих, за умов наявності пишної рослинності. |            | [ 5 ] [ 25 ] [ 26 ]  |
| Вуж водяний (чеськ. Užovka podplamatá)                | Natrix tessellata (Laurenti, 1768)             | Natricidae | Squamata   | LC              | Змія тісно пов'язана з різноманітними водоймами, зазвичай трапляється неподалік них, на зарослих чи кам'янистих берегах. У Чехії трапляється у відносно теплих південних краях, в центральній частині країни та на сході, у Сілезії. |            | [ 11 ] [ 27 ] [ 28 ] |
| Гадюка звичайна (чеськ. Zmije obecná)                 | Vipera berus (Linnaues, 1758)                  | Viperidae  | Squamata   | LC              | З різною інтенсивністю поширена на території всієї країни. Здебільшого трапляється в лісній місцевості, полюбляє вологі та залиті сонцем місцини. |            | [ 11 ] [ 29 ] [ 30 ] |
| Черепаха болотна (чеськ. Želva bahenní)               | Emys orbicularis (Linnaeus, 1758)              | Emydidae   | Testudines | NT              | Окремі особини трапляються в різних частинах країни, однак є підозри, що вони або спеціально випущені, або втекли з домашніх рептаріумів. Природна популяція, здатна до самовідтворення, у XX та XXI ст. не була описана. Мешкає біля водойм різного типу, але насамперед надає перевагу водоймам зі слабкою течією або її відсутністю, наприклад, болотам та ставкам. |            | [ 4 ] [ 31 ] [ 32 ]  |
| Червоновуха черепаха звичайна (чеськ. Želva nádherná) | Trachemys scripta (Thunberg in Schoepff, 1792) | Emydidae   | Testudines | NA              | Інвазивний вид. Спорадично трапляється на всій території Чехії. Популяції здатні до самовідтворення. Біотопи такі ж, як і в E. orbicularis, з якою і конкурує за життєвий простір. |            | [ 33 ] [ 34 ] [ 35 ] |

## Виноски
1. ↑  Václav Gvoždík, David Jandzik, Petros Lymberakis, Daniel Jablonski, Jiří Moravec (2010). Slow worm, Anguis fragilis (Reptilia: Anguidae) as a species complex: Genetic structure reveals deep divergences (PDF). Molecular Phylogenetics and Evolution (англ.). 55: 460—472. doi:10.1016/j.ympev.2010.01.007. Архів оригіналу (PDF) за 2 серпень 2015. Процитовано 18 квітень 2020.
2. ↑  Vojtěch Miller, Jindřich Brejcha, Martin Šandera (2010). Současný výskyt a nabídka nepůvodních druhů sladkovodních želv na území ČR (PDF). Herpetologické informace (чес.). 9 (1): 25—32. Архів (PDF) оригіналу за 13 квітень 2016. Процитовано 18 квітень 2020.
3. ↑  Výskyt gekona tureckého - Hemidactylus turcicus na severní Moravě? (чес.). iFauna.cz. Архів оригіналу за 18 квітня. Процитовано 18 квітня.
4. 1 2  Chobot, Němec, 2017, с. 95.
5. 1 2 3 4 5 6  Chobot, Němec, 2017, с. 94.
6. 1 2 3  Chobot, Němec, 2017, с. 92.
7. ↑  Slepýš křehký (Anguis fragilis) (чес.). Herpetology.cz. Архів оригіналу за 16 квітня 2020. Процитовано 16 квітня 2020.
8. ↑  Philip Bowles (IUCN SSC/CI Biodiversity Assessment Unit) (20 червня 2023). IUCN Red List of Threatened Species: Anguis fragilis. IUCN Red List of Threatened Species. Архів оригіналу за 29 квітня 2025. Процитовано 13 липня 2025.
9. ↑  Slepýš východní (Anguis colchica) (чес.). Herpetology.cz. Архів оригіналу за 1 вересень 2020. Процитовано 16 квітня 2020.
10. ↑  Bowles, P. Anguis colchica (Europe assessment) (англ.) . The IUCN Red List of Threatened Species. Процитовано 13 липня 2025. [Архівовано 2025-04-29 у Wayback Machine.]
11. 1 2 3  Chobot, Němec, 2017, с. 93.
12. ↑  Užovka hladká (чес.). Herpetology.cz. Архів оригіналу за 1 вересень 2020. Процитовано 17 квітня 2020.
13. ↑  Bowles, P. (2024). Coronella austriaca (Europe assessment) (англійська) . The IUCN Red List of Threatened Species. с. e.T157284A204914315. doi:10.2305/IUCN.UK.2024-1.RLTS.T157284A204914315.en. Процитовано 13 липня 2025.
14. ↑  Chobot, Němec, 2017, с. 32.
15. ↑  Užovka stromová (Zamenis longissimus) (чес.). Herpetology.cz. Архів оригіналу за 17 квітня 2020. Процитовано 17 квітня 2020.
16. ↑  Bowles, P. (2024). Zamenis longissimus (Europe assessment) (англійська) . The IUCN Red List of Threatened Species. с. e.T157266A205826427. doi:10.2305/IUCN.UK.2024-1.RLTS.T157266A205826427.en. Процитовано 13 липня 2025.
17. ↑  Ještěrka obecná (Lacerta agilis) (чес.). Herpetology.cz. Архів оригіналу за 16 квітня 2020. Процитовано 16 квітня 2020.
18. ↑  Philip Bowles (IUCN SSC/CI Biodiversity Assessment Unit) (30 січня 2023). IUCN Red List of Threatened Species: Lacerta agilis. IUCN Red List of Threatened Species. Архів оригіналу за 29 квітня 2025. Процитовано 13 липня 2025.
19. ↑  Ještěrka zelená (Lacerta viridis) (чес.). Herpetology.cz. Архів оригіналу за 17 квітня 2020. Процитовано 17 квітня 2020.
20. ↑  Bowles, P. (2024). Lacerta viridis (Europe assessment) (англійська) . The IUCN Red List of Threatened Species. с. e.T61530A207990559. Процитовано 13 липня 2025.
21. ↑  Ještěrka zední (Podarcis muralis) (чес.). Herpetofauna.cz. Архів оригіналу за 15 квітня 2020. Процитовано 15 квітня 2020.
22. ↑  Bowles, P. (2024). Podarcis muralis (Europe assessment) (англійська) . The IUCN Red List of Threatened Species. с. e.T61550A218505859. Процитовано 13 липня 2025.
23. ↑  Ještěrka živorodá (Zootoca vivipara) (чес.). Herptetology.cz. Архів оригіналу за 15 квітня 2020. Процитовано 15 квітня.
24. ↑  Bowles, P. Zootoca vivipara (Europe assessment) (англ.) . The IUCN Red List of Threatened Species. с. e.T243561476A207991664. Процитовано 13 липня 2025.
25. ↑  Uřovka obojková (Natrix natrix) (чес.). herpetology.cz. Архів оригіналу за 17 квітня 2020. Процитовано 17 квітня 2020.
26. ↑  Philip Bowles (IUCN SSC/CI Biodiversity Assessment Unit) (7 жовтня 2022). IUCN Red List of Threatened Species: Natrix natrix. IUCN Red List of Threatened Species. Архів оригіналу за 29 квітня 2025. Процитовано 13 липня 2025. [Архівовано 2025-04-29 у Wayback Machine.]
27. ↑  Užovka podplamatá (Natrix tesselata)) (чес.). Herpetology.cz. Архів оригіналу за 17 квітня 2020. Процитовано 17 квітня 2020.
28. ↑  Bowles, P. Natrix tessellata (Europe assessment) (англ.) . The IUCN Red List of Threatened Species. с. e.T157256A207993095. Процитовано 13 липня 2025.
29. ↑  Zmije obecná (Vipera berus) (чес.). Herpetology.cz. Архів оригіналу за 17 квітня 2020. Процитовано 17 квітня 2020.
30. ↑  Ulrich Joger (State Natural History Museum, Braunschweig, Germany); Boris Tuniyev (SRLI Reptile Assessment); Milan Vogrin (DPPVN, Rače, Slovenia); Philip Bowles (IUCN SSC/CI Biodiversity Assessment Unit); Richard Griffiths (DICE, University of Kent, Canterbury, UK); Dušan Jelić (Global Reptile Assessment); Milto, Konstantin; Igor Doronin (Zoological Institute, Russian Academy of Sciences); Edvárd Mizsei (University of Debrecen, Hungary) (29 березня 2023). IUCN Red List of Threatened Species: Vipera berus. IUCN Red List of Threatened Species. Архів оригіналу за 29 квітня 2025. Процитовано 13 липня 2025.
31. ↑  Želva bahenní (Emys orbicularis) (чес.). Herpetology.cz. Архів оригіналу за 16 квітня 2020. Процитовано 16 квітня 2020.
32. ↑  Luiselli, L. & Vamberger, M. (2024). Emys orbicularis (Europe assessment) (англ.) . The IUCN Red List of Threatened Species. с. e.T7717A207667247. Процитовано 13 липня 2025.
33. ↑  Chobot, Němec, 2017, с. 84.
34. ↑  Želva nádherná (Trachemys scripta) (чес.). Herpetology.cz. Архів оригіналу за 15 квітня 2020. Процитовано 15 квітня 2020.
35. ↑  Luca Luiselli (Institute for Development Ecology Conservation and Cooperation (IDECC)) (30 січня 2023). IUCN Red List of Threatened Species: Trachemys scripta. IUCN Red List of Threatened Species. Архів оригіналу за 9 квітня 2025.